# The Arrangement
The Arrangement je americký dramatický televizní seriál vysílaný stanicí E!. Tvůrcem seriálu je Jonathan Abrahams. Hlavní role hrají Christine Evangelista, Josh Henderson, Michael Vartan, Lexa Doig, Autumn Reeser a Katharine Isabelle. Pilotní díl byl odvysílán 5. března 2017. Druhá řada, která se bude skládat z deseti dílů, byla potvrzena 13. dubna 2017. Druhá řada měla premiéru 11. března 2018. Dne 29. května 2018 byl seriál po dvou odvysílaných řadách zrušen.

## Děj
Mladá začínající herečka Megan Morrison (Christine Evangelista) se chystá na konkurz do filmu, ve kterém má hlavní roli hrát hollywoodská hvězda Kyle West (Josh Henderson). Její Popelkovský příběh se však rozplyne, když poznává Terrence Andersona (Michael Vartan), vedoucího Institutu vyšší mysli a je jí předložena smlouva, která jí změní život.

## Obsazení
| Christine Evangelista | Megan Morrison    |
| Josh Henderson        | Kyle West         |
| Michael Vartan        | Terrence Anderson |
| Lexa Doig             | Deann Anderson    |
| Carra Patterson       | Shaun             |
| Courtney Paige        | Annika            |
| Autumn Reeser         | Leslie Bellcamp   |
| Katharine Isabelle    | Hope              |

## Vysílání
| Řada | Díly | Premiéra v USA  | Premiéra v USA  |
| Řada | Díly | První díl       | Poslední díl    |
| ---- | ---- | --------------- | --------------- |
| 1    | 10   | 5. března 2017  | 7. května 2017  |
| 2    | 10   | 11. března 2017 | 13. května 2018 |